# Werner Querfeld
Werner Querfeld (* 18. Januar 1929 in Greiz, Thüringen; † 11. Oktober 2017) war ein deutscher Historiker und Archivar. Er leitete von 1960 bis 1994 das Thüringische Staatsarchiv Greiz, das zunächst eine Außenstelle des Staatsarchivs Weimar war.

## Leben
Nach dem Besuch der Grundschule ging er ab 1939 in Greiz auf das Gymnasium. Nach dem Zweiten Weltkrieg studierte er Geschichte, Deutsch und Philosophie an der Friedrich-Schiller-Universität in Jena, wo er 1951 das Staatsexamen ablegte und im folgenden Jahr bei dem ebenfalls aus Greiz stammenden Friedrich Schneider zum Dr. phil. promovierte. Anschließend ging er in seine Geburtsstadt zurück, wo er eine Anstellung bei dem dortigen Heimatmuseum fand und 1954 an die Staatliche Bücher- und Kupferstichsammlung wechselte. 1957 ging er zur Weiterbildung an das Institut für Archivwissenschaften nach Potsdam, um den Abschluss als Dipl.-Archivar zu erlangen.
1960 übernahm er die Leitung der Archivaußenstelle Greiz, die er bis zum Erreichen des Rentenalters 1994 innehatte. Sein Nachfolger wurde am 1. April 1994 Hagen Rüster, der spätere Direktor des Thüringer Staatsarchives.
Beruflich und auch in seiner Freizeit beschäftigte sich Werner Querfeld intensiv mit reußischer Landesgeschichte sowie der Heimatgeschichte von Greiz und Umgebung und legte über 700 verschiedene Veröffentlichungen zu diesen Themen vor.

## Ehrungen
- Bürgermedaille der Stadt Greiz in Silber (1994)

## Schriften (Auswahl)
- Die kulturelle Entwicklung der Stadt Greiz im 19. Jahrhundert als Ausdruck des gesellschaftlichen Lebens (Diss.), Jena 1952.
- Das Kultur- und Vereinsleben der Stadt Greiz während des 19. Jahrhunderts. Ein Beitrag zur Geschichte des Partikularismus in Deutschland. VEB G. Fischer, Jena 1957 (= Beiträge zur mittelalterlichen, neueren und allgemeinen Geschichte, Band 27).
- Die ältesten schriftlichen Erwähnungen der Orte des Kreises Werdau. In: Regionalgeschichtliche Beiträge aus dem Bezirk Karl-Marx-Stadt, Heft 3, Karl-Marx-Stadt 1981, S. 73–77.
- Kurze Übersicht über die Bestände der Außenstelle Greiz des Thüringischen Staatsarchivs. Thüringisches Staatsarchiv, Rudolstadt 1993.
- Greiz. Geschichte einer Stadt. Mediatect, Greiz 1995.
- Die Einführung des gregorianischen Kalenders in Reuß jüngerer Linie vor dreihundert Jahren. In: Jahrbuch des Museums Reichenfels-Hohenleuben, Jg. 44 (1999), S. 117–121.